# Wohnhaus Große Ortstraße 50
Das Wohnhaus Große Ortstraße 50 an der Medem, am ehemals nördlichen Ortsausgang in der niedersächsischen Samtgemeinde Land Hadeln, Gemeinde Otterndorf, im Landkreis Cuxhaven, stammt aus der Mitte des 18. Jahrhunderts. Aktuell (2024) wird es als Wohn- und Ferienhaus genutzt.
Das Gebäude steht unter Denkmalschutz (siehe auch Liste der Baudenkmale in Otterndorf).

## Geschichte und Beschreibung
Otterndorf war der Hauptort des Landes Hadeln. 1400 erhielt er von Herzog Erich von Sachsen-Lauenburg das Stadtrecht.
Das eingeschossige traufständige Gebäude auf Sockel in Fachwerk mit Steinausfachungen mit ziegelgedecktem Satteldach wurde um 1750 gebaut. Der Giebel kragt auf Knaggen gestützt zweifach vor und das obere Giebeldreieck wurde regionaltypisch senkrecht verbrettert. Um 1800 wurde das Haus als Fachwerkbau mit einem pfannengedeckten Mansarddach nach Nordosten erweitert.
Das Landesdenkmalamt befand u. a.: „…  geschichtlicher und städtebaulicher Zeugniswert …“